# Meijer
Meijer Inc. er en amerikansk dagligvare- og detailhandelskoncern. Deres hovedkvarter er i Walker, Michigan. Meijer blev etableret som Meijer's i Greenville, Michigan i 1934 af Hendrik Meijer. I 1962 indførte de et koncept med supercentre. Ca. halvdelen af deres 259 butikker er lokaliseret i Michigan, de øvrige er lokaliseret i Illinois, Indiana, Kentucky, Ohio og Wisconsin. De har 70.000 ansatte.